# 奥山虎章
奥山 虎章（おくやま とらふみ / こうしょう、1848年1月9日（弘化4年12月4日） - 1887年（明治20年）4月16日）は、上山藩出身の医学者、水産学者、大日本帝国海軍軍医寮教官。通称・又三郎（またさぶろう）、玄良。

## 経歴

### 江戸就学
出羽国上山藩にて奥山玄仲の二男として生まれ、のち盛岡藩の南部美濃守の藩医に招かれる。
慶応2年（1866年）4月5日に江戸に出て盛岡藩士・赤沢長五郎と共に鉄砲洲慶應義塾に入塾。卒業後、海軍軍医寮の教官となり、近代日本において最も初期に専門的に医学語彙を集めた『医語類聚』（1872年）、さらに解剖学・生理学語彙に特化させた『解剖生理学語部』（1881年）を発表。
この『医語類聚』には日本で初めて、脊椎動物では中枢神経系や自律神経系で著しく発連し、興奮の伝わり方に変化を与える「神経」という訳語や精神病理学に関する訳語が膨大に収録されており、「痴呆」などといった訳語は現在もこの辞典の訳語から引用されている。

### 奥山式巾着網
明治36年（1903年）に愛媛県西宇和郡三瓶村水産試験場に出向いて指導をうけ、同年8月福岡県藍ノ島に行き、漁夫として20日間余り従事し、さらに転じて徳島県撫養に出向いて10日間余り研究を行なった後、巾着を整調し、三崎半島の宇和海沿岸を調査した。
藩政時代から宇和海における嫋漁は重視され、鰯大網が隆盛を極める時代に入ってから乱獲のため漁場の荒廃と漁群の離散が甚しくなり沖合漁業に着目。鰛の大群を発見し、網を投入したところ一網で漁船3隻分に及ぶ豊漁となり、以後県の普及指導もあり、漁業が一段と盛んになった。
又三郎は当時、「網旦那」と呼ばれて地元の信用があり、大正年間に奥山が発行した銭手形は地区で通用していたという。

## 著書
- 『医語類聚』
- 『講筵筆記』
- 『獨和醫學字典初篇』
- 『解剖生理学語部』